# Посёлок 2-го отделения совхоза «Острогожский»
2-го отделе́ния совхо́за «Острого́жский» — посёлок в Острогожском районе Воронежской области.
Входит в состав Шубинского сельского поселения.

## Население
| 2000 | 2005 | 2010 |
| ---- | ---- | ---- |
| 40   | ↗53  | ↘37  |

## Улицы
В посёлке имеется одна улица — Яблочная.